# 김학봉
김학봉(1955년 ~ )은 대한민국의 연쇄살인자로 수락산 등산객 살인 사건의 범인이다. 1997년 6월부터 3개월간 대구정신병원에 입원하는 등 5차례 알코올 중독 치료를 받았다.
김학봉은 2001년 1월 10일 경상북도 청도군의 한 마을에서 이아무개(당시 64세·여)를 흉기로 마구 찔러 살해했다. 김학봉은 강도살인으로 대구지방법원에서 징역 15년을 선고받아 복역하고 2016년 1월 19일 출소했다.
김학봉은 2016년 5월 29일 오전 5시 32분쯤 서울특별시 수락산에서 60대 여성을 흉기로 수차례 찔러 살해한 혐의로 구속됐다. 김학봉은 경찰 조사에서 “돈을 뺏으려다 60대 여성을 살해했다.”고 시인했다.
2016년 6월 3일 경찰은 범행의 잔인성 등을 고려한 신상공개위원회의 결정에 따라 김학봉의 얼굴과 실명을 공개했다. 경찰은 김학봉이 조현병(調絃病·정신분열증)을 앓았다고 밝혔다.
서울고등법원 형사12부(부장 이원형)는 2017년 1월 살인 및 절도미수 혐의로 기소된 김학봉에게 1심에 이어 항소심에서도 무기징역을 선고했다.